# Manchones
Manchones es un municipio y localidad española de la provincia de Zaragoza, en la comunidad autónoma de Aragón. El término municipal, ubicado en la comarca de Campo de Daroca, tiene una población de 96 habitantes (INE 2024).

## Geografía
Integrado en la comarca de Campo de Daroca, se sitúa a 86 kilómetros de Zaragoza. El término municipal está atravesado por la carretera nacional N-234, entre los pK 226 y 229, además de por carreteras locales que conectan con Daroca y Murero. El relieve del municipio está definido por el valle del río Jiloca, algunas ramblas y los páramos recortados por el río. La altitud oscila entre los 969 metros al noreste, en un altiplano, y los 710 metros a orillas del río Jiloca. El pueblo se alza a 726 metros sobre el nivel del mar. 
| Noroeste: Murero | Norte: Murero        | Nordeste: Langa del Castillo |
| Oeste: Atea      |                      | Este: Retascón               |
| Suroeste: Orcajo | Sur: Orcajo y Daroca | Sureste: Daroca              |

## Historia

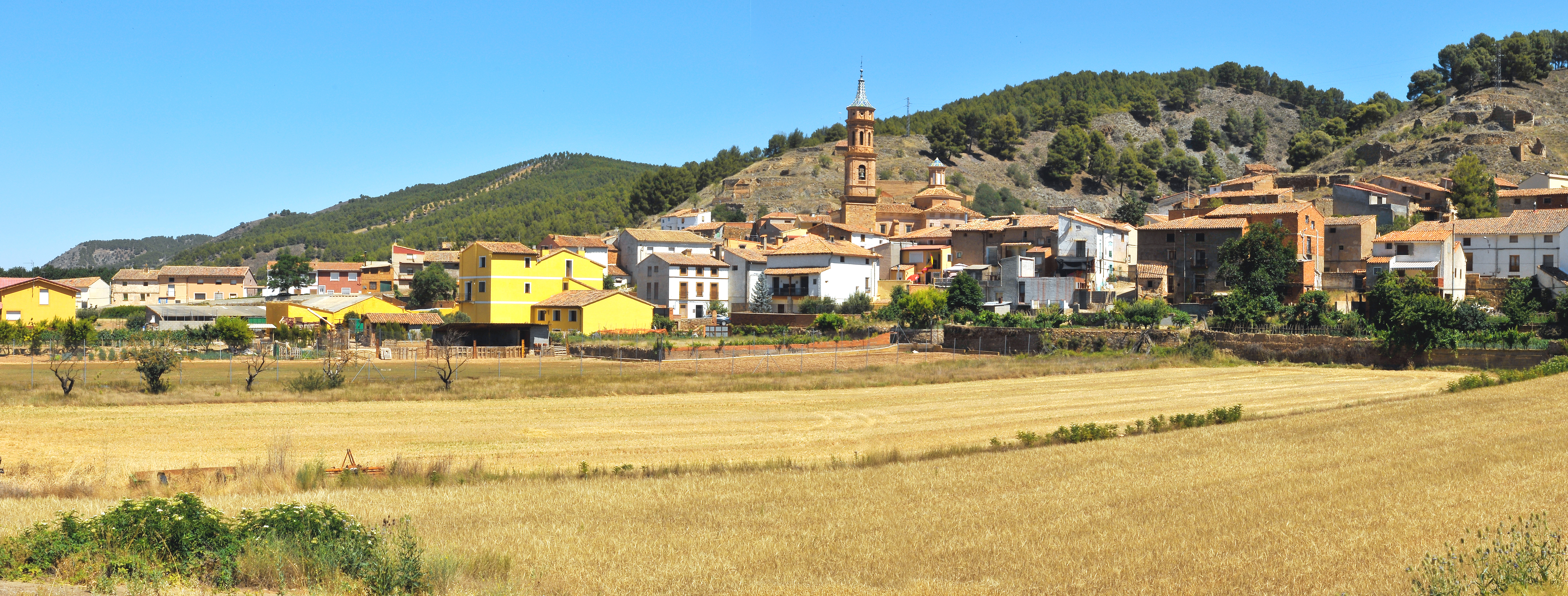
Vista de Manchones

El profesor y escritor Pascual Crespo Vicente, hablando sobre Munébrega, dice que Diego López de Lobera luchó con Alfonso el Batallador en la conquista de esta zona. El rey le hizo merced de los castillos de Manchones, Murero y Munébrega.
En 1248, por privilegio de Jaime I de Aragón, esta aldea se desliga de la dependencia de Daroca, pasando a formar parte de Sesma del Campo de Gallocanta en la Comunidad de Aldeas de Daroca, que en 1838 fue disuelta.
El profesor y escritor José Luis Corral Lafuente, hablando sobre el sistema defensivo de Daroca y su comunidad, dice que había torres de vigilancia y castillos en las proximidades del río Jiloca.
A mediados del siglo XIX, el lugar contaba con una población censada de 281 habitantes. La localidad aparece descrita en el undécimo volumen del Diccionario geográfico-estadístico-histórico de España y sus posesiones de Ultramar de Pascual Madoz de la siguiente manera:

MANCHONES: l. con ayunt. de la prov., aud. terr. y dióc. de Zaragoza (13 leg.), c. g. de Aragon, part. jud. de Daroca (1l). sit. en terreno escabroso y rib. der. del r. Jiloca: le baten generalmente los vientos del S. y NE.: su clima es templado, y las enfermedades mas comunes, tercianas, tifo y carbunclos. Tiene 100 casas que forman dos calles y una plaza; casa de ayunt. y cárcel; escuela de niños, á la que concurren 10, dotada con 8 cahíces de trigo; igl. parr. (La conversion de San Pablo) de entrada, servida por 1 cura y 1 beneficiado, ambos de patronato del cabildo de la insigne colegial de Daroca, mediante terna del ordinario; 3 ermitas, (Ntra. Sr. del Pilar, San Roque, y San Juan) todas á corta dist. de la pobl.; 1 cementerio junto á la igl. parr., y 1 paseo con árboles frutales, álamos y nogales que se estiende 1/4 leg. al SE. Los vec. se surten para sus usos del agua de 2 fuentes hermosas y de sólida construccion, siendo aquella de buena calidad. Confina el térm. por N. con Murero; E. y S Daroca, y O. Horcajo y Atea: su estension de N. á S. 1 leg. y 2 de E. á O.; en él hay una masía, titulada Vena-acequia, 1/2 leg. al E. del pueblo; 1 deh. llamada el Vedado, de 1 leg. de circunferencia , y canteras de cal y yeso. El terreno es secano y de regadío, que fertiliza el Jiloca. caminos: los que conducen á Murero, Calatayud, Daroca, Horcajo y Torralvilla, en mal estado. El correo se recibe de Daroca por encargo que se hace á cualquiera que paso á este punto. prod.: trigo, cebada, cáñamo, vino y legumbres: mantiene ganado lanar; hay caza de liebres, conejos y perdices, y alguna pesca de truchas, barbos y anguilas. ind.: la agrícola. pobl.: 59 vec., 281 alm.: cap. prod.: 1.203,283 rs.: imp.: 74,600: contr., 14,750: el presupuesto municipal asciende á 5,970 rs. de que se pagan al secretario del ayunt. 735, y se cubre de propios, pesos y medidas, y el déficit por reparto vecinal.
(Madoz, 1848, p. 175)

## Demografía
Manchones cuenta con una población de 96 habitantes (INE 2024).
| Gráfica de evolución demográfica de Manchones entre 1842 y 2021                                                     |
| |
| Población de derecho según los censos de población del INE Población de hecho según los censos de población del INE |

## Administración y política
| Período   | Alcalde                   | Partido |  |
| --------- | ------------------------- | ------- |  |
| 1979-1983 | Jesús Pardillos Salillas  | Ind.    |  |
| 1983-1987 |                           |         |  |
| 1987-1991 |                           |         |  |
| 1991-1995 |                           |         |  |
| 1995-1999 |                           |         |  |
| 1999-2003 |                           |         |  |
| 2003-2007 |                           |         |  |
| 2007-2011 |                           |         |  |
| 2011-2015 |                           |         |  |
| 2015-2018 | Francisco Pardillos Marín | PAR     |  |
| 2018-     | Jesús Ángel Bernal        |         |  |

| Partido político    | Partido político                                   | 2003   | 2007   | 2011   | 2015   |
| Partido político    | Partido político                                   | Ediles | Ediles | Ediles | Ediles |
|                     | Partido Aragonés (PAR)                             | 5      | 4      | 4      | 4      |
|                     | Partido de los Socialistas de Aragón (PSOE-Aragón) | —      | —      | 1      | 1      |
|                     | Partido Popular de Aragón (PP)                     | —      | 1      | —      | —      |
|                     | Izquierda Unida (IU)                               | —      | —      | —      | —      |
|                     | Chunta Aragonesista (CHA)                          | —      | —      | —      | —      |
| Total de concejales | Total de concejales                                | 5      | 5      | 5      | 5      |

## Patrimonio
En el municipio se encuentran la iglesia parroquial de la Conversión de San Pablo, y la ermita barroca de la Virgen del Pilar, de finales del siglo XVIII, así como la ermita de San Roque, la casa consistorial y los peirones de San Pablo, San Vicente y San Gregorio.
Orfebrería del Renacimiento y el Barroco: un portapaz de la segunda mitad del siglo XVI y un relicario de finales del siglo XVI y principios del XVII.

### Iglesia parroquial de la Conversión de San Pablo

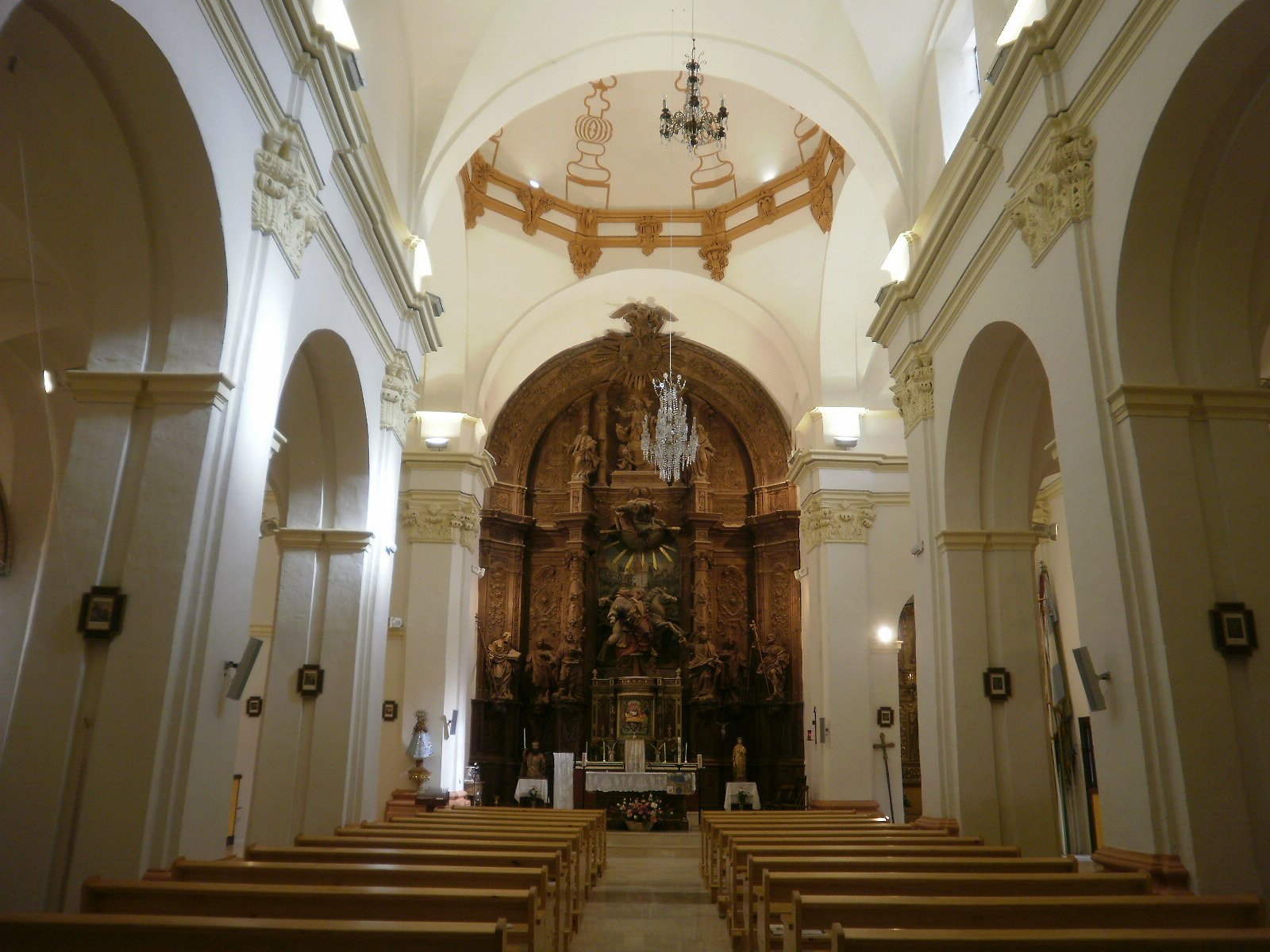
Interior de la iglesia de Manchones

La iglesia parroquial de Manchones, dedicada a la Conversión de San Pablo, es un templo mudéjar tardío siguiendo el modelo de los edificios de tal influencia de Zaragoza, edificado a finales del siglo XVI. Es un edificio de grandes proporciones construido a base de sillarejo y tapial con filas y columnas de ladrillo.
Cuenta con una cruz latina inscrita en un rectángulo, completado con naves laterales más bajas, a modo de capillas. Los tramos, la cabecera y el crucero se cubren con bóveda de cañón con lunetos. El espacio central (de planta rectangular) se cubre con una bóveda octogonal de envolvente elíptica apoyada sobre pechinas. El acceso tiene lugar a través de un pórtico con cubierta plana localizado al sur. Encontramos muros de tapial con ladrillos en machones, en las aristas y en el cimborrio.
Destaca su esbelto campanario, ejemplo de pervivencia mudéjar en los tiempos modernos. Situada a los pies en el lado de la epístola, la torre consta de tres cuerpos:
Presenta un primer cuerpo de piedra de planta cuadrada que se eleva hasta la altura de la nave central. Este cuerpo se remata en una volada y amplia cornisa bajo la que corre una ancha banda de esquinillas al tresbolillo.
Se levanta en un segundo cuerpo de ladrillo de planta inferior al anterior. Este cuerpo se abre un vano de arco de medio punto en cada uno de sus lados para contener las campanas encima de un paño de esquinillas al tresbolillo. Destaca a su vez por los detalles de rombos en relieve. Se remata de manera similar al cuerpo anterior.
El cuerpo superior, de ladrillo, cuenta con su característica forma octogonal con vanos de medio punto entre pilastras. En el friso se alternan rombos en relieve con rehundidos en forma romboidal rellenos de esquinillas. Se remata el tercer cuerpo con un friso de esquinillas bajo la cornisa sobre la que se levanta un pequeño cuerpo octogonal, también con pilastras en las esquinas y un óculo en cada lado, que sustenta un chapitel de cerámica vidriada de vistosos colores dispuesta en escamas de pez.
En la intervención realizada en 2011 se acondicionó completamente el interior de la iglesia, con iluminación, enlucidos, alicatados, pintura, etc., siempre manteniendo en la medida de los posible, materiales y tipologías existentes.

## Fiestas y costumbres
Las fiestas en honor de san Vicente y san Pablo se celebran el último fin de semana de enero, coincidiendo con la festividad de san Valero en Zaragoza. Las fiestas patronales en honor de san Roque suelen durar cinco días, terminando con la festividad del santo, el 16 de agosto. El 15 de agosto se celebra la romería al santo desde el núcleo urbano y el día culmina con una cena popular en la plaza del pueblo.